# Micronaclia bicolor
Micronaclia bicolor är en fjärilsart som beskrevs av Rothschild. Micronaclia bicolor ingår i släktet Micronaclia och familjen björnspinnare. Inga underarter finns listade i Catalogue of Life.